# 公立陶生病院
公立陶生病院（こうりつとうせいびょういん）は、愛知県瀬戸市にある公立の病院である。

## 概要
二次医療圏が同じ尾張東部医療圏に入る瀬戸市、尾張旭市、長久手市で構成する一部事務組合「公立陶生病院組合」が出資している。
地域がん診療連携拠点病院であり、地域周産期母子医療センターに認定されている。
愛知県内では数少ない、結核病床が存在する病院である（他には大同病院、国立病院機構東名古屋病院、一宮市立市民病院、豊橋市民病院、豊川市民病院の5ヶ所。国立病院機構東尾張病院の結核病床は閉鎖された）。

## 沿革
- 1936年（昭和11年）10月13日 - 有限責任医療購買利用組合陶生病院として創立。7診療科35床職員80名で開始。
- 1948年（昭和23年）4月 - 医師実地修練（インターン制度）指定病院に認定。
- 1952年（昭和27年）4月 - 瀬戸市外七箇町村陶生病院組合に譲渡され公立となる。
- 1951年（昭和26年）10月1日 - 結核予防法指定医療機関。
- 1982年（昭和57年）2月18日 - 臨床研修指定病院に認定。
- 2001年（平成13年）7月 - 地域周産期母子医療センターに認定。
- 2007年（平成19年）1月13日 - 地域がん診療連携拠点病院に認定。
- 2009年（平成21年）10月1日 - 災害拠点病院（地域災害医療センター）に認定。
- 2011年（平成23年）9月14日 - 地域医療支援病院に認定。
- 2014年（平成26年）1月1日 - 救急救命センター、集中治療室、屋上にヘリポートを備えた西棟（9階建て）が運用開始[1]。救命救急センターに認定。
- 2015年（平成27年）3月 - ドクターカーを導入。
- 2018年（平成30年）5月1日 - 東棟が運用開始。

## 診療科目
- 内科
- 神経内科
- 呼吸器・アレルギー疾患内科
- 消化器内科
- 循環器内科
- 腎臓内科
- 内分泌・代謝内科
- 血液・腫瘍内科
- 緩和ケア内科
- 化学療法内科
- 感染症内科
- メンタルクリニック
- 小児科
- 外科
- 整形外科
- 形成外科
- 脳神経外科
- 呼吸器外科
- 心臓血管外科
- 皮膚科
- 泌尿器科
- 産婦人科
- 眼科
- 耳鼻咽喉科
- リハビリテーション科
- 放射線科
- 麻酔科
- 歯科口腔外科
- 救急科
- 病理診断科

## 交通アクセス

### 鉄道
- 名鉄瀬戸線「瀬戸市役所前駅」より徒歩で約2分。
- 名鉄瀬戸線「新瀬戸駅」／愛知環状鉄道・愛知環状鉄道線「瀬戸市駅」より東へ徒歩で約5分。

### 自動車
駐車場へは国道155号「東松山」交差点を東に入る。
- 名古屋方面からは「愛知県道61号名古屋瀬戸線」（瀬戸街道）または「国道363号」（瀬港線）を利用、「新共栄橋南」交差点を北上し、「東松山」交差点を東へ入る。
- 春日井・多治見方面および豊田方面からは「国道155号」を利用、「東松山」交差点を東に入る。

### 路線バス
陶生病院の改築工事と並行して敷地内にバスロータリーを整備し、2020年（令和2年）2月16日より供用を開始した。同日より瀬戸市コミュニティバスがバスロータリーに乗り入れるようになった。
2020年（令和2年）4月1日からは名鉄バスもバスロータリーに乗り入れている。
瀬戸市コミュニティバス
- こうはん線
- 下半田川線

名鉄バス
- 【1H】：新瀬戸駅 - 陶生病院 - 瀬戸駅前 - しなのバスセンター
- 【2H】：新瀬戸駅 - 陶生病院 - 瀬戸駅前 - しなのバスセンター - 上品野
- 【16H】・【17H】：新瀬戸駅 - 陶生病院 - 瀬戸駅前 - 菱野団地《循環》
  - 菱野団地循環後、【16H】は瀬戸駅前行き、【17H】は新瀬戸駅行き。
- 【21】：（左回り循環）陶生病院→瀬戸市民公園→中水野駅→水野団地→新瀬戸駅→陶生病院
- 【23】：（右回り循環）陶生病院→新瀬戸駅→水野団地→中水野駅→瀬戸市民公園→陶生病院
- 【26】：陶生病院 - 新瀬戸駅 - 水野団地 - 北みずの坂 - 瀬戸北総合高校前 - 中水野駅

※ なお、名鉄バスのバスロータリー乗り入れは8時台から16時台となり、他の時間帯の品野方面【1】【2】はそのまま通過する。この場合、瀬戸市役所北停留所が最寄りとなる。